# ۈ

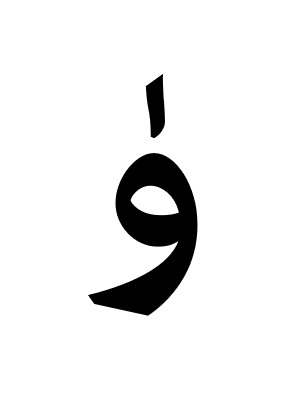
حرف ۈ یا واو الف حرف سی و هشتم الفبای شغنانی است.

ۈ یا واو الف حرف سی و هشتم الفبای زبان شغنانی است. حرف ۈ به‌شکل (œ) در زبان شغنانی تلفظ می‌شود. دارای یونی کُد (U+06Cx) و در الفبا و آوانگاری بین‌المللی به شکل [ø] یا [œ] درج گردیده‌است و در لاتین‌نویسی در قالب (ö) جا گرفته‌است که حرف کوچک آن به شکل (ö) و حرف برگ آن به شکل (Ö) تحریر می‌گردد. حرف ۈ در الفبای عربی و الفبای زبان فارسی وجود ندارد ولی در الفبای زبان شغنانی به‌شکل وافر به نظر می‌رسد. حرف ۈ در زبان‌هایی که اساس الفبای شان عربی است استفاده چندانی ندارد ولی شکل لاتین این حرف در زبان‌های ترکی، زبان آلمانی ،زبان مجاری، زبان سوئدی، زبان آذری، زبان ترکمنی، زبان مغولی و زبان تاتاری موجود بوده و کاربرد زیادی دارد.

شکل نوشتاری حرف ۈ را در جدول زیر می‌توان مشاهده کرد :
| شكل حرف | شكل حرف | شكل حرف | شكل حرف | شكل حرف |
| جدا     | آغازی   | میانی   | پایانی  |         |
| ۈ       | ۈ       | ـۈ      | ـۈ      |         |
| ------- | ------- | ------- | ------- | ------- |

- الگو:حروف الفبا